# 攀瓷兰属
攀瓷兰属（学名：Claderia）是兰科的一属。

## 下属物种
本属包括以下物种：
- Claderia leontocampus Niissalo[2]
- Claderia viridiflora Hook.f.